# Matilda de Olanda
Matilda (n. cca. 1200 – 22 decembrie 1267) a fost cel de al patrulea copil al Matildei de Flandra cu soțul ei, ducele Henric I de Brabant.
Matilda a fost căsătorită în Aachen, în 1212 cu Henric al II-lea de Palatinat (d. 1214), iar ulterior cu contele Floris al IV-lea de Olanda, în 6 decembrie 1214.

## Urmași
1. Willem (n. 1227–d. 1256), conte de Olanda.
2. Floris de Voogd (n. ca. 1228 – d. 1258), regent în Comitatul de Olanda în 1256–1258.
3. Adelaida (n. cca. 1230–d. 1284), regent în Comitatul de Olanda în 1258–1263.
4. Margareta (d. 1277)
5. Mechtild